# Психологічна школа (літературознавство)
Психологічна школа — напрям у літературознавстві. Склалася в Європі й Російській Імперії в 70—80-х роках XIX століття. Розвиваючи ідеї культурно-історичної школи, психологічна школа водночас відображала загальний поворот філософії та соціології до психологізму. Основну увагу представники школи звертали на вивчення духовного життя письменника, внутрішню, психологічну сторону його творчості, оскільки джерелом мистецтва вони вважали творчу особистість, глибини її психіки. В Європі принципи психологічного методу найвиразніше виявились у працях С. Жірардена, Е. Еннекена (Франція), В. Вундта, В. Веца (Німеччина) та інших. У вітчизняному літературознавстві основоположником цього напряму був Олександр Потебня, який системно виклав ідеї психологічної школи у книзі «Думка і мова» (1862). Питанням психології художньої творчості він присвятив праці «З лекцій з теорії словесності» (1894), «Із записок з теорії словесності» (1905) та інші. З очолюваної ним так званої харківської школи літературознавців вийшли відомі дослідники Д. Овсянико-Куликовський, А. Горнфельд, Б. Лезін, О. Білецький та інші. В 1911—1923 в Харкові видавався збірник «Питання теорії і психології творчості» (вийшло 8 томів). Психологічна школа перестала існувати в 20-і роки. 